# 乌达克斯
乌达克斯（西班牙語：Urdax）是西班牙纳瓦拉的一个市镇。总面积8平方公里，总人口388人（2001年），人口密度49人/平方公里。